# Anomalia de Ebstein
A Anomalia de Ebstein consiste em um defeito cardíaco congênito raro causado por uma malformação nos folhetos posterior e septal da válvula tricúspide. Essa válvula tem como função separar as câmaras do lado direito do coração, apresentando três componentes que se abrem a fim de possibilitar a passagem do sangue entre elas. Nesse momento, a válvula deve se fechar impedindo o retorno sanguíneo, porém, com essa anomalia, seus folhetos são aderidos à parede do ventrículo direito, causando o escape do sangue para o átrio, e, consequentemente, um grande represamento do fluxo e dilatação cardíaca. . Ela apresenta uma evolução clínica mais lenta, com suas possíveis repercussões ocorrendo apenas na vida adulta. 

## Fatores de risco
Um estudo indicou que pode haver um risco aumentado da incidência dessa malformação em filhos de mães que ingeriram lítio farmacológico durante o primeiro trimestre da gravidez e naquelas portadoras da síndrome de Wolff-Parkinson-White. Porém outro estudo questiona esse achado.

## Diagnóstico
O Diagnóstico é feito pela ecocardiografia, onde demonstra conexão atrioventricular concordante, importante aumento do átrio direito, valva tricúspide displásica implantada caudalmente , com regurgitação sistólica massiva para a porção atrializada do ventrículo direito e para o átrio direito gigante. O ventrículo direito fica de tamanho reduzido, por diminuição de sua via de entrada atrializada. O tronco e os ramos da artéria pulmonar são confluentes, de calibre diminuído, com valva imóvel e fluxo retrógrado pelo canal arterial. O forame oval pequeno, com abaulamento fixo do septo interatrial da direita para a esquerda, com ausência de fluxo bifásico através do mesmo. Pode haver presença de pequeno derrame pericárdico.

## Manifestações clinicas
As manifestações clinicas depende do grau do  defeito anatômico de cada individual, mas, costuma apresentar:
-Dificuldade para respirar, principalmente quando o individuo faz esforço;
- Fadiga;
- Palpitações cardíacas ou ritmos anormais;
-Cianose progressiva (baixo nível de oxigênio);

- Insuficiência cardíaca. 

## Anormalidades electrofisiológicas
Em torno de 50% dos indivíduos com anomalia de Ebstein têm evidência de síndrome de Wolff-Parkinson-White, secundária ao ventrículo direito atrializado.

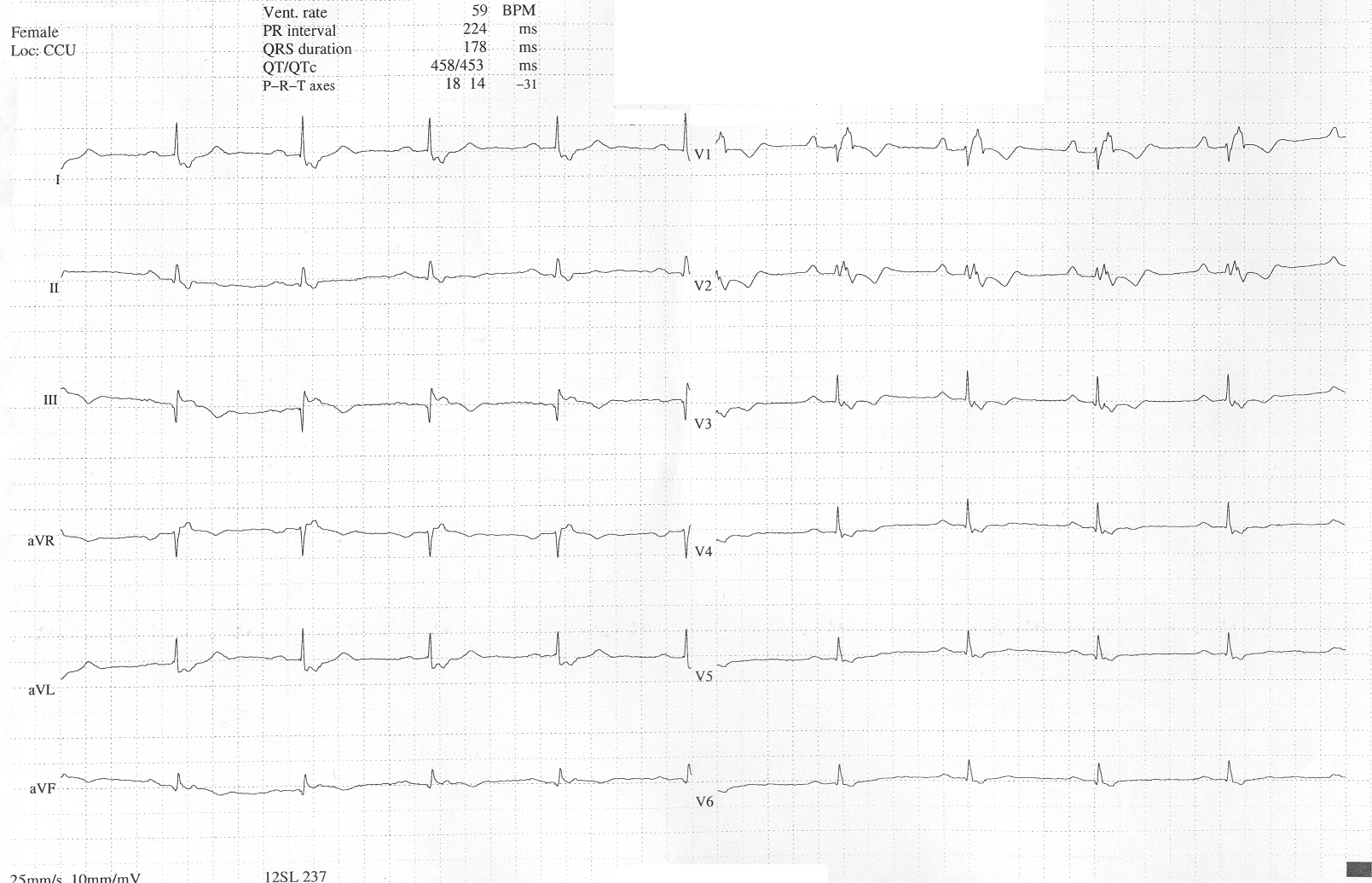
ECG 12-derivações de uma mulher com anomalia Ebstein. O ECG mostra sinais de dilatação do átrio direito, melhor observado na derivação V_{1}. Outros sinais observáveis são as ondas P alargadas e apiculadas. Também existe um padrão de bloqueio de ramo direito e um bloqueio AV de 1^{o}grau (intervalo PR-prolongado) devido ao atraso de condução intra-atrial. Não há evidência de um feixe de Kent nesse paciente. Existe inversão de onda T em V_{1-4} e uma onda Q proeminente em D3; essas alterações são características na anomalia de Ebstein e não refletem alterações isquêmicas nesse paciente.

Outras anormalidades que podem ser vistas no ECG incluem (1) sinais de dilatação do átrio direito, ou ondas P espiculadas e alargadas(ondas P 'Himalayan'); (2) Bloqueio atrioventricular de primeiro grau que se manifesta como um intervalo P-R prolongado; (3) complexos QRS de baixa amplitude nas derivações precordiais direitas; (4) bloqueio do ramo direito atípico; (5) inversão de onda T em V1-V4 e ondas Q em V1-V4 e D2, D3 e aVF.

## Tratamento
O tratamento para anomalia de Ebstein, é tentar diminuir os sintomas de hipoxemia e da congestão venosa sistêmica. Para tentar eliminar os motivos responsáveis por sua manutenção, como a hipertensão arterial pulmonar, a prostaglandina E1 é indicada a fim de aumentar o fluxo pulmonar pela vasodilatação arterial pulmonar, com isso pode haver, a diminuição da insuficiência tricúspide assim como a do desvio de sangue pela comunicação interatrial, da direita para esquerda. Ao lado de medidas gerais, como oxigenação adequada e de drogas vasoativas, como dobutamina e/ou dopamina, pode haver reversão do quadro alarmante que se expressa precocemente. Cerca da metade dos pacientes que não se apresentem com defeitos associados manifestam melhora. Mas, pode ser necessária em alguns casos a cirurgia para a anomalia de Ebstein que consiste na substituição ou reconstrução plástica da valva tricúspide. As indicações de cirurgia incluem um ou mais dos seguintes situações:
1.	Sintomas de dispnéia ou de insuficiência cardíaca direita; 
2.	 Intolerância progressiva ao exercício;
3.	 Taquiarritmias não controladas com medicações ou amenizadas com intervenção com cateter; 
4.	 Lesões associadas significativas, incluindo defeito do septo atrial e ventricular, ou estenose pulmonar.
Existem algumas situações de risco que podem piorar resultado cirúrgico incluindo a disfunção sistólica de ventrículo direito e/ou esquerdo, os valores aumentados de hemoglobina/hematócrito, o sexo masculino, obstrução da via de saída do ventrículo direito ou artérias pulmonares hipoplásticas.Morbidade e mortalidade estão relacionadas com o grau de regurgitação ou de estenose da valva tricúspide; o tamanho, espessura e função do ventrículo direito; a presença ou ausência de um defeito do septo.

## Relato Clinico
Paciente informa ao seu médico que apresentou mais de 3 episódios de taquicardias paroxísticas com uma durabilidade de até 20 minutos, acompanhadas de dor precordial nos últimos 7 anos, todas com reversão espontânea. Há 4 anos apresentou outra taquicardia, esta com sinais de baixo débito como palidez, turvação visual, extremidades frias e confusão mental, na qual precisou de reversão elétrica. Nessa momento, realizada ablação de foco de taquicardia ventricular na via de entrada do ventrículo direito (VD) e de via acessória posterior direita, com êxito. O diagnóstico de anomalia de Ebstein foi realizado pela primeira vez através de estudo ecocardiográfico, nesta ocasião. Manteve-se sem nenhum sintomas a parti daquele momento, com vida normal e sem medicação.
Exame físico: Bom estado geral, eupneico, acianótico, pulsos normais nos 4 membros. Peso: 80 Kg, Alt.: 180 cm, PAMSD: 110 x 70 mmHg, FC: 70 bpm, Sat O2 = 94%.

Precórdio: Ictus cordis não palpado, sem impulsões sistólicas. Bulhas cardíacas normofonéticas, estando a segunda bulha desdobrada inconstante. Havia vibrações sistólicas discretas em borda esternal esquerda baixa. Fígado não palpado e pulmões limpos. 